# Toshio Suzuki (productor)
Toshio Suzuki (鈴木敏夫 Suzuki Toshio?, 19 de agosto de 1948) es un productor de películas de anime y colega de Hayao Miyazaki, así como expresidente de Studio Ghibli. Es reconocido como uno de los productores más exitosos de Japón tras el enorme éxito de taquilla de las películas de Studio Ghibli.

## Primeros años
Suzuki nació en Nagoya , en la prefectura de Aichi en 1948. En 1967 se inscribió en la Universidad de Keio y se graduó con un título en literatura en 1972.

## Carrera
Su carrera profesional comenzó en Tokuma Shoten, al unirse a la compañía poco después de su graduación fue asignado al departamento de planificación de la revista semanal Asahi Geino, donde fue responsable de la página de manga. Aquí tuvo una reunión muy esperada con el dibujante Shigeru Sugiura. En 1973 se convirtió en el editor de la revista Comic & Comic (コミックy&コミック komikku & komikku), posteriormente se hace amigo de algunos directores de cine, como Sadao Nakajima, Eiichi Kudo y Teruo Ishii, así como de animadores y mangaka, como Osamu Tezuka, George Akiyama, Kazuo Kamimura, Hosei Hasegawa y Shotaro Ishinomori. Durante una pausa de la publicación de historietas fue reasignado a la sección artes escénicas de Asahi Geino, donde descubrió temas tan variados como bosozoku, las bandas de motociclistas japoneses, y el por el frente armado anti-Japón de Asia oriental. A partir de este período él ha mencionado a Sayuri Ichijō como una persona memorable. En 1975 Suzuki fue asignado al departamento editorial de la publicación mensual de Televisión Terrestre. Una de las series en las que trabajó en Wakusei es Robo Danguard Ace. En 1978 se convirtió en un editor de la nueva revista mensual Animage, en virtud de su primer editor en jefe Hideo Ogata. En su calidad de editor de Animage se acercó a Isao Takahata y Hayao Miyazaki, que habían trabajado en la película animada Las aventuras de Horus, Príncipe del Sol, para un artículo en la edición inaugural de la revista, pero ellos se negarón. Suzuki y Miyazaki se encontraron otra vez después del lanzamiento de El castillo de Cagliostro cuando se acercó de nuevo Suzuki a Miyazaki para un artículo de Animage. Esta vez las reuniones dieron como resultado una relación de colaboración duradera. En julio de 1981, sin éxito, Suzuki lanzó la idea original de Miyazaki para una historia animada, Sengoku ma-jo (戦国魔城). El artículo de Miyazaki, Hayao Miyazaki, Mundo de romance y aventura (宮崎駿冒険とロマンの世界), fue publicado en la edición de agosto de 1981 en la revista Animage. Sobre esta publicación Suzuki ha declarado: "aquí es donde empezó todo". Suzuki fue uno de los que facilitaron la creación y publicación del manga de Miyazaki, Nausicaä del Valle del Viento. Él fue determinante para que el anime Nausicaä fuera hecho y ayudó a establecer el Studio Ghibli después del lanzamiento de la película. La película fue estrenada el 11 de marzo de 1984. El Studio Ghibli fue fundado en junio de 1985. Miyazaki ha declarado: "Si no fuera por el Sr. Suzuki, no habría nacido el Studio Ghibli." El cofundador Takahata, productor de la película Nausicaä, también ha reconocido el papel fundamental de Suzuki en apoyar la serie de manga Nausicaä y utilizó palabras casi idénticas a Miyazaki al reconocer el papel esencial de Suzuki en la creación de Studio Ghibli. Takahata también acredita a Suzuki por su firme apoyo de Miyazaki y ha citado la responsabilidad de Suzuki para la perdurar de su amistad con Miyazaki.
En 1985 Suzuki también participó en el estreno de la película GoShogun The Time Étranger de Kunihiko Yuyama, el 27 de abril participó en el video original de animación de Mamoru Oshii, El huevo del ángel. el 15 de diciembre En 1986 Suzuki sirvió en el comité de producción de la película de Studio Ghibli El castillo en el cielo. En 1988 sirvió de nuevo en el comité de la producción de Tokuma Shoten. Esta vez para las películas de Ghibli Mi vecino Totoro, dirigida por Miyazaki, y La tumba de las luciérnagas dirigida por Takahata. Suzuki fue capaz de conseguir que las películas realizadas y publicadas al proponerlos como una función doble para su presentación en salas. Él fue productor asociado de Majo no Takkyūbin y se unió oficialmente al estudio como productor en 1989, después de que él había renunciado a Tokuma Shoten en octubre.
En 1990 Suzuki fue nombrado director de la empresa Studio Ghibli. Fue productor de Recuerdos del ayer en 1991 y Porco Rosso en 1992. Suzuki estaba a cargo del proyecto de Puedo escuchar el mar, dirigida por Tomomi Mochizuki, que se emitió por televisión de Japón en 1993. Al año siguiente trabajó como productor de Pompoko. En 1995 produjo Susurro del corazón del director Yoshifumi Kondo lanzado juntos en 1995. Este último es un corto video promocional de animación creado por Studio Ghibli para los japoneses Chage emergente dúo y Aska. En 1995 Suzuki también se convirtió en el productor de la película de Ghibli que sería el próximo proyecto de largometraje, publicado en 1997, bajo el título de La princesa Mononoke. En 1997 Studio Ghibli y Tokuma Shoten se fusionaron y Suzuki se convirtió en el presidente inaugural. En 1999 vio el lanzamiento de una película de Takahata, Mis vecinos los Yamada para la cual Suzuki fue el productor.
En el año 2000 la película de acción en vivo Shiki-Jitsu, fue exhibida, ésta fue dirigida por Hideaki Anno y producida por Suzuki. El largometraje de animación El viaje de Chihiro tuvo su estreno el 20 de julio de 2001. En octubre de ese mismo año el Museo Ghibli fue abierto. En 2002 el director Hiroyuki Morita En 2003 El viaje de Chihiro ganó el Oscar a la Mejor Película de Animación. 
En marzo de 2004, Studio Ghibli se independizó de Tokuma Shoten, y Suzuki fue nombrado presidente de la corporación, puesto que ocupó hasta 2008. Entonces, asumió las funciones de director general, mientras seguía ligado a su labor como productor cinematográfico. En marzo de 2014, Suzuki se retiró de la producción y asumió un nuevo cargo como director general de Studio Ghibli.

## Premios
En 2014 Suzuki fue nominada para el Oscar a la Mejor Película de Animación como el productor de las película Kaze Tachinu, junto con Hayao Miyazaki el director de la película. 
En 2014, en la 64 ª entrega del Premio Anual de Fomento al Arte MEXT, Toshio Suzuki fue galardonado con el Gran Premio por su participación como productor en Kaze Tachinu y El cuento de la princesa Kaguya.